# Nuoto ai Giochi della III Olimpiade - 440 iarde stile libero
Le 440 iarde stile libero erano una delle nove gare del programma di nuoto dei Giochi della III Olimpiade di Saint Louis, presso Forest Park. Si svolse il 7 settembre 1904. Vi parteciparono quattro nuotatori, provenienti da due nazioni.
Fu la prima volta che si tenne una competizione su questa distanza alle Olimpiadi, e l'unica volta in cui si usavano le iarde al posto dei metri. La lunghezza, circa 402 metri, era dunque leggermente più lunga di quella che verrà usata in ogni evento olimpico successivo.

## Risultati
Si disputò direttamente la finale. Charlie Daniels vinse la sua seconda medaglia d'oro di queste Olimpiadi, battendo facilmente Frank Gailey.

### Finale
| Posizione | Atleta          | Paese       | Tempo  |
| --------- | --------------- | ----------- | ------ |
|           | Charlie Daniels | Stati Uniti | 6'16"2 |
|           | Frank Gailey    | Stati Uniti | 6'22"0 |
|           | Otto Wahle      | Austria     | 6'39"0 |
| 4         | Budd Goodwin    | Stati Uniti | ---    |